# نيكولاس غيست
نيكولاس غيست (بالإنجليزية: Nicholas Guest)‏ مواليد 5 مايو 1951 في نيويورك، نيويورك، الولايات المتحدة، هو ممثل أمريكي بدأ مسيرته الفنية سنة 1978.

## الأعمال
- ناوسيكا أميرة وادي الرياح
- المومياء
- بن 10
- فرقة العدالة
- غودزيلا
- باتمان الجرأة والشجاعة
- أبناء الفوضى
- موعد مع الموت
- الولد الخارق
- الحظيرة
- الأبطال الستة
- ملكة الثلج
- السيد بيبودي وشيرمان
- عبر السياج
- بارانورمان
- بطاريق مدغشقر
- ريو
- رابونزل
- المبيد 3
- زوتروبوليس

## روابط خارجية
- نيكولاس غيست على موقع IMDb (الإنجليزية)
- نيكولاس غيست على موقع قاعدة بيانات الفيلم (الإنجليزية)